# Olaszország űrkutatása

Az Olasz Űrügynökség logója

Olaszország űrkutatási programját az amerikai Légügyi és Űrhajózási Igazgatósággal szoros együttműködésben hajtja végre.
Olaszország tagja az Európai Űrkutatási Szervezetnek (ESRO) (angolul: European Space Research Organization), az Európai Fejlesztési Szervezetnek (ELDO) (angolul: European Launch Development Organization), valamint az Európai Űrügynökségnek (ESA) (angolul: European Space Agency).
1959-ben az USA felajánlotta több baráti országnak, hogy a tudósaik által készített műholdakat pályára állítja. Olaszország élt a lehetőséggel, megkötötték a szerződéseket. 1961-ben az olasz kormány ideiglenes elnöke, Amintore Fanfani jóváhagyta a nemzeti űrkutatási programot. A CRS megbízásából olasz tudósok és mérnökök egy csoportja, Luigi Broglio, Carlo Buongiorono, Dr. Franco Fiario és Edoardo Amaldi professzorok irányítása mellett olyan űreszközt készítettek amivel tesztrepülést lehetett végrehajtani.
Az űrkutatási tevékenység elsősorban az egyetemeken koncentrálódik (Róma, Milánó, Bologna, Trieszt), a koordináló szerv az űrkutatási titkárság (SAS), amely a nemzeti kutatótanácshoz (CNR) tartozik. Olasz műszerek több műholdon végeztek tudományos szolgálatot. Olaszország a harmadik nemzet, ami Amerika és a Szovjetunió mögött saját műholdat üzemeltetett a világűrben.

## Kutatási programok

### San Marco-program

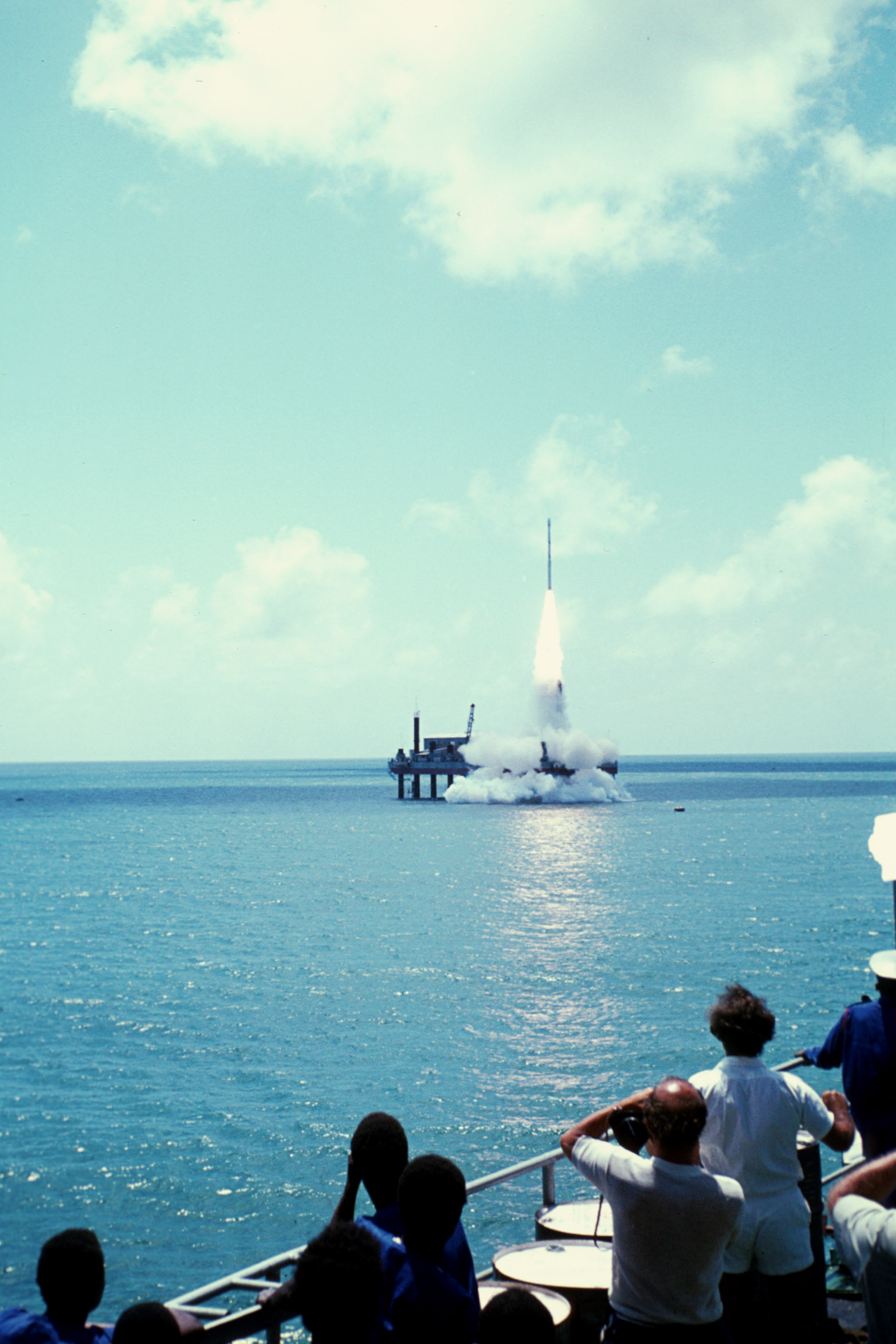
Az Ariel V elindítása a San Marco platformról (1974)

Olaszország legelső űrkutatási programja a San Marco-program, aminek keretében amerikai Scout hordozórakétával elliptikus pályára állított saját műholdakkal az Egyenlítő fölötti magaslégkört vizsgálták.
Az olaszok két úszó platformot építettek, amiket Kenya partjai elé, a Formosa-öbölbe vontattak, és ott a sekély vízben nyolc lábbal a tengerfenékhez rögzítettek. Az egyik, San Marco nevű platform a rakéta-indítóhely, itt szerelik össze a rakétát és a műholdat. A másik, Santa Rita nevű úszó egységen a távközlési berendezéseket, lokátorokat helyezték el. A San Marco platformról nem csak saját műholdakat indítanak, hanem az amerikai Explorer sorozat egyes példányait is. Az 1970. december 12-én indított Explorer–42 volt az első eset, hogy amerikai műholdat Amerikán kívüli helyről indítottak.

#### Műholdak
A szintén San Marco nevű műholdak alakja gömb, átmérőjük 66 centiméter, tömegük 115-164 kilogramm. A kutatási cél az ionoszféra vizsgálata, a légsűrűség változásainak közvetlen mérése az Egyenlítő fölött. A San Marco–1-et 1964. december 15-én az amerikai Wallops-szigeti telepről bocsátották fel. A program további öt műholdját az úszó platformról bocsátották fel (Kenya) 1967. április 26. és 1988. március 25. között.

### Nemzetközi Űrállomás
A ISS programjában 16 ország vesz részt, Brazília és Olaszország a NASA-val kötött külön szerződéssel is részt vesz. Vállalták, hogy elkészítenek három Multi-Purpose Logistics Module (MPLM) utánpótlást szállító eszközt (Leonardo, Raffaello, Donatello). Az STS–133 repülés befejezéseként a Leonardo modul fent marad az űrállomáson, állandó raktármodull feladattal.

### Emberes űrrepülés
- Franco Egidio Malerba – STS–46 kutatásspecialista
- Umberto Guidoni – STS–75 rakományfelelős, STS–100 küldetésspecialista
- Maurizio Cheli – STS–75 küldetésfelelős
- Luca Urbani – STS–78 kiképzett, tartalék küldetésfelelős
- Paolo Angelo Nespoli – STS–120 küldetésfelelős, Szojuz TMA–20 fedélzeti mérnök
- Luca Parmitano – Szojuz TMA–07M fedélzeti mérnöke
- Roberto Vittori – Szojuz TM–34 fedélzeti mérnök, Szojuz TMA–6 fedélzeti mérnök, STS–134 küldetésfelelős
- Samantha Cristoforetti – Szojuz TMA–15M fedélzeti mérnök